# جک کامینگز (تنیس‌باز)
 جک کامینگز (انگلیسی: Jack Cummings؛ زاده ۸ آوریل ۱۹۰۱ درگذشته ) یک تنیس‌باز اهل استرالیا بود. 